# Travertínová kopa Sobotisko
Travertínová kopa Sobotisko je přírodní památka ve správě oblasti Slovenský ráj.
Nachází se v katastrálním území obcí Spišské Podhradie a Žehra v okrese Spišská Nová Ves, okrese Levoča v Košickém kraji, Prešovském kraji. Území bylo vyhlášeno či novelizováno v roce 1987 na rozloze 13,3200 ha. Ochranné pásmo nebylo stanoveno.